# Diocesi di Buruni
La diocesi di Buruni (in latino Dioecesis Burunitana) è una sede soppressa e sede titolare della Chiesa cattolica.

## Storia
Buruni, identificabile con henchir-El-Dakhla nell'odierna Tunisia, è un'antica sede episcopale della provincia romana dell'Africa Proconsolare, suffraganea dell'arcidiocesi di Cartagine.
Unico vescovo conosciuto di Buruni è Fausto, menzionato sul finire del V secolo da Vittore di Vita nella sua storia delle persecuzioni vandale.
Dal 1933 Buruni è annoverata tra le sedi vescovili titolari della Chiesa cattolica; dal 23 novembre 2017 il vescovo titolare è Daniele Libanori, S.I., assessore del Santo Padre per la vita consacrata.

## Cronotassi

### Vescovi
- Fausto † (menzionato nel V secolo)

### Vescovi titolari
- Pius Anthony Benincasa † (8 maggio 1964 - 13 agosto 1986 deceduto)
- Ernesto Antolin Salgado (17 ottobre 1986 - 7 dicembre 2000 nominato vescovo di Laoag)
- Ismael Rueda Sierra (20 dicembre 2000 - 27 giugno 2003  nominato vescovo di Socorro e San Gil)
- Anthony Colin Fisher, O.P. (16 giugno 2003 - 8 gennaio 2010 nominato vescovo di Parramatta)
- Raphael Thattil (15 gennaio 2010 - 10 ottobre 2017 nominato eparca di Shamshabad)
- Daniele Libanori, S.I., dal 23 novembre 2017